# Верден, Якоб ван
Якоб ван Верден, или Жак ван Верден (нидерл. Jacob van Werden, Jacques van Weerden; 1643 — до 20 августа 1669) — фламандский рисовальщик, картограф, военный инженер. Рисунки Якоба ван Вердена использовали в качестве оригиналов для гравюр. Он работал над картами, топографическими видами, историческими сценами, портретами и книжными иллюстрациями.

## Биография
О жизни ван Вердена известно очень мало. Он работал в период 1643—1669 годов. Вначале жил в Брюсселе, где 9 января 1635 года женился на Мари Гранвель. Известно, что он создавал рисунки для издательства Плантена в Антверпенe с 1648 по 1658 год, когда издательством управлял Бальтазар II Моретус. Возможно, в то время он жил в Антверпене, поскольку фламандский миссионер Франсуа де Ружмон писал о встречах ван Вердена и его жены в Антверпене, вероятно, в доме Бальтазара II Моретуса.
Работая у Моретуса, он также выполнял заказы для семьи Шифле, учёных и писателей родом из графства Бургундия, обосновавшихся в Антверпене. Верден предоставил рисунки для гравюр, включённых в их работы. Иллюстрации были награвированы Корнелисом Галле Младшим. Два рисунка до настоящего времени находятся в Музее Плантена — Моретуса в Антверпене.
Якоб ван Верден сделал карьеру военного инженера и члена гвардии испанского короля Филиппа IV. Он консультировал по различным военно-строительным проектам и был инженером испанской армии под командованием эрцгерцога Леопольда Вильгельма Австрийского при осаде Ландреси в 1648 году. Ван Верден числился «лучником и стражем его величества» испанского короля, и на эту роль он, возможно, был назначен штатгальтером Габсбургских Нидерландов. Его также называют «лучником и гвардейцем корпуса Филиппа IV», что ясно дает понять, что он находился на службе у испанского, а не у французского короля.
Ван Верден cкончался до 20 августа 1669 года. Его сын Якоб Франс, как и отец, сделал карьеру военного инженера и картографа.

## Профессиональная деятельность
Верден работал в различных официальных комиссиях, связанных с оборонительными сооружениями городов Габсбургских Нидерландов. 9 июля 1643 года генеральный начальник лагеря Андреа Кантельмо послал его осмотреть приграничные районы. 5 марта 1644 года он и инженеры Брюнетти и Креспю оценили работы, проводимые в цитадели Намюра. 25 мая 1644 года он отправил письмо со своим мнением по поводу защитных сооружений Брюсселя, предложенных Михаэлем ван Лангреном. В 1646 году он стал инженером с годовой зарплатой в 550 фунтов. 24 января 1656 года его вместе с Хендриком Янссенсом отправляют в Ат, чтобы сообщить о необходимых фортификационных работах. В 1658 году записано, что Верден критиковал фортификационные работы Брюсселя, предложенные ван Лангреном. В следующем году он создал карту Суаньского леса, которая была выгравирована и включена в книгу Антониуса Сандеруса «Regiae domus Belgicae», две рукописные копии которой выполнены около 1750 года.
Якоб ван Верден также подражал французскому инженеру-географу Себастьяну Понто де Больё и иллюстрировал осады и сражения, выигранные королём Испании, но уступая по качеству картам своего французского коллеги. Примером его работы в этой области является карта осады Камбре в 1649 году, гравированная Лукасом Ворстерманом Младшим.
Ван Верден наиболее известен рисунками. Его работы — это в основном тематические виды, карты, а также виды городов. Он также делал рисунки для гравюр в различных изданиях. Рисунки ван Вердена гравировали Лукас Ворстерман Младший, Венцеслав Холлар, Корнелис Галле Младший, Каспар Хёйбрехтс и другие. Среди многих работ он создал эскизы различных вариаций лилий и других иллюстраций для книги Жан-Жака Шифле «Французская лилия, достоверно иллюстрированная историей, ботаникой и геральдикой» (Lilium francicum veritate historica, botanica, et heraldica illustratrum. Antverpiae [Anvers]: ex officina Plantiniana Balthasaris Moreti, 1658), книги о геральдической лилии и её символических, эмблематических, иконографических и исторических значениях.

## Галерея
- Chorographia sacra Brabantiae. План Сонианского леса. 1658
- Генеалогическое древо трёх португальских семей. Офорт В. Холлара по рисунку Я. ван Вердена. 1645
- Приорат Корсендонк в Тюрнхауте. Офорт Л. Ворстермана Младшего по рисунку Я. ван Вердена. 1671
- Монастырь Младших братьев. Антверпен. 1678
- Монастырь босоногих кармелитов в Брюсселе. Офорт Л. Ворстермана Младшего по рисунку Я. ван Вердена. Ок. 1727
- Lilium Francicum (Французская лилия). Иллюстрация из «Lilium Francicum, veritate historica, botanica et heraldica illustratum», 1658
- Корабль Марии Терезии, королевы Франции. Офорт Л. Ворстермана Младшего по рисунку Я. ван Вердена. 1660